# Друштвени поредак
Термин друштвени поредак може имати два значења: У првом значењу, он се односи на одређени систем друштвених структура и установа. Неки од примера су антички, феудални и капиталистички друштвени поредак. У другом значењу, друштвени поредак је супротстављен друштвеном хаосу или нереду и односи се на стабилно стање друштва у којем постојећу друштвену структуру прихватају и одржавају његови чланови. Проблем друштвеног поретка или Хобсов проблем, који је централни део социологије, политикологије и политичке филозофије, је питање на који начин и због чега уопште постоје друштвени поредци.

## Социологија
Томас Хобс је препознат као први који је јасно формулисао проблем, за одговор на који је осмислио појам друштвеног уговора. Социјални теоретичари (као што су Карл Маркс, Емил Диркем, Талкот Парсонс и Јирген Хабермас) су предложили различита објашњења од чега се састоји друштвени поредак и шта је његова стварна основа. За Карла Маркса су производни односи или економска структура основа друштвеног поретка. За Емила Диркема, то је скуп заједничких друштвених норми. За Талкота Парсонса, то је скуп друштвених установа које регулишу образац акционе оријентације, које су опет засноване на оквиру културних вредности. За Јиргена Хабермаса је то све ово, као и комуникативна акција.

## Принцип екстензивности
Други кључни фактор који се тиче друштвеног поретка је принцип екстензивности. Оно каже да, што су норме више и што су норме важније за друштво, то боље те норме повезују и држе заједно групу као целину.
Добар пример за то су мање религије са седиштем у Сједињеним Америчким Државама, као што су Амиши. Они су познати су по свом једноставном начину живота, обичној одјећи, и опирању да прихвате многе погодности савремене технологије и начина живљења. Многи Амиши живе заједно у заједницама и зато што деле исту религију и вредности, лакше им је да успеју да одрже своју религију и ставове јер је њихов начин живота норма за њихову заједницу.

## Групе и мреже
У сваком друштву, људи припадају групама, као што су предузећа, породице, цркве, атлетске групе или комшилуке. Структура унутар ових група одражава структуру целог друштва. Постоје друштвене мреже и везе између група, као и унутар сваке од група, које стварају друштвени поредак.

## Статусне групе
„Статусне групе“ могу бити засноване на карактеристикама особе као што су раса, етницитет, сексуална оријентација, религија, каста, регија, занимање, физичка привлачност, род, образовање, године, итд. Дефинишу се као „поткултура која има прилично специфичну ранг (или статус) унутар система стратификације, то јест, друштва имају тенденцију да укључују хијерархију статусних група, од којих неке уживају висок, а неке ниже ранг. Један пример ове хијерархије је престиж универзитетског професора у поређењу са ђубретаром.
Одређен начин живота обично издваја припаднике различитих статусних група. На пример, око празника јеврејска породица може да слави Хануку, док хришћанска породица може да слави Божић. Друге културне разлике као што су језик и културни ритуали идентификују припаднике различитих статусних група.
Мање групе постоје унутар једне статусне групе. На пример, неко може припадати статусној групи на основу своје расе и друштвене класе заснованој на финансијском рангу. Ово може изазвати свађу код појединца у овој ситуацији када осећа да мора да изабере да се приклони или својој статусној групи или друштвеној класи. На пример, богати Афроамериканац који се осећа као да мора да стане на страну у вези са питањем о коме су мишљења сиромашних Афроамериканаца и богатих белих Американаца подељена и тиме долази до ситуације да се његова друштвена класа и статусна група супротстављају.

## Вредности и норме
Вредности се могу дефинисати као „унутрашњи критеријуми за оцењивање“. Вредности су такође подељене у две категорије, постоје појединачне вредности, које се односе на нешто за шта мислимо да вреди и онда постоје друштвене вредности. Друштвене вредности су наше жеље модификоване према етичким принципима или према групи са којом се дружимо: пријатељима, породицом или колегама на послу. Норме нам говоре шта људи треба да раде у датој ситуацији. За разлику од вредности, норме се примењују споља – односно изван себе. Друштво у целини одређује норме и оне се могу преносити са генерације на генерацију.

## Моћ и ауторитет
Изузетак од идеје о вредностима и нормама као чуварима друштвеног поретка је девијантност. Не поштују се сви у друштву све време скупа личних вредности или норми групе. Из тог разлога, генерално се сматра неопходним да друштво има ауторитет. Негативно мишљење је да потреба за ауторитетом произилази из друштвене неједнакости.
У друштвеној класи, они који заузимају положаје моћи и ауторитета спадају у вишу класу. Норме се разликују за сваку класу јер су чланови сваке класе различито васпитани и образовани и имају различите скупове вредности. Стога се може створити тензија између више и ниже класе када се поставе закони и правила која нису у складу са вредностима обе класе.

## Спонтани поредак
Друштвени поредак не мора нужно да контролише влада. Појединци који теже сопственим интересима могу да направе предвидљиве системе. Ови системи, које планира више особа, могу заправо бити пожељнији од оних које планира једна особа. То значи да је предвидљивост могуће постићи без контроле централне владе. Ова стабилна очекивања не доводе нужно до тога да се појединци понашају на начин који се сматра корисним за добробит групе. Узимајући то у обзир, амерички економиста Томас Шелинг је проучавао расну сегрегацију суседства. Његови налази сугеришу да интеракција може произвести предвидљивост, али не повећава увек друштвени поредак. У свом истраживању, открио је да „када сви појединци следе своје преференције, резултат је сегрегација, а не интеграција“, како је наведено у „Теорији друштвеног поретка“, коју су уређивали Мајкл Хехтер и Кристин Хорн.

## Друштвена част
Друштвена част се такође може назвати друштвеним статусом. Сматра се расподелом престижа или „одобравањем, дивљењем или поштовањем које особа или група може да има на основу његових или њених приписаних квалитета или перформанси“. Најчешћи случај је да људи повезују друштвену част са местом које особа заузима са материјалним системима богатства и моћи. Пошто већина друштва сматра да су богатство и моћ пожељни, они поштују или завиде људима који имају више од њих. Када се друштвена част назива друштвеним статусом, она се бави рангом особе унутар система стратификације. Статус се може постићи, а то је када се положај личности стече на основу заслуга или другим речима постигнућем и напорним радом или се може приписати, а то је када се положај личности додељује појединцима или групама без обзира на заслуге, али због одређених особина које су ван њихове контроле, као што су раса, пол или друштвени положај родитеља. Пример приписаног статуса је Кетрин Мидлтон која се удала за принца Вилијама. Пример достигнутог статуса је Опра Винфри, Афроамериканка из сиромаштва која је успела да постане милијардерка.

## Постизање
Постоје две различите теорије које објашњавају и покушавају да објасне друштвени поредак. Прва теорија је „наредба произилази из великог броја независних одлука да се појединачна права и слободе пренесу на принудну државу у замену за њену гаранцију безбедности за особе и њихову имовину, као и за њено успостављање механизама за решавање спорова“, како наводе у Теорији друштвеног поретка Хехтер и Хорн. Следећа теорија је да „крајњи извор друштвеног поретка не лежи у спољним контролама, већ у складу са специфичним вредностима и нормама које су појединци некако успели да интернализују“, такође наведена у Теорији друштвеног поретка Хехтера и Хорна. Оба аргумента за постизање друштвеног поретка су веома различита. Један тврди да се то постиже спољним утицајем и контролом, а други тврди да се може постићи само када појединац добровољно следи норме и вредности на које се навикао и интернализовао. Веберово инсистирање на важности доминације и симболичких система у друштвеном животу задржао је Пјер Бурдје, који је развио идеју друштвених поретка, трансформишући је на крају у теорију поља.